# Otto Harlan

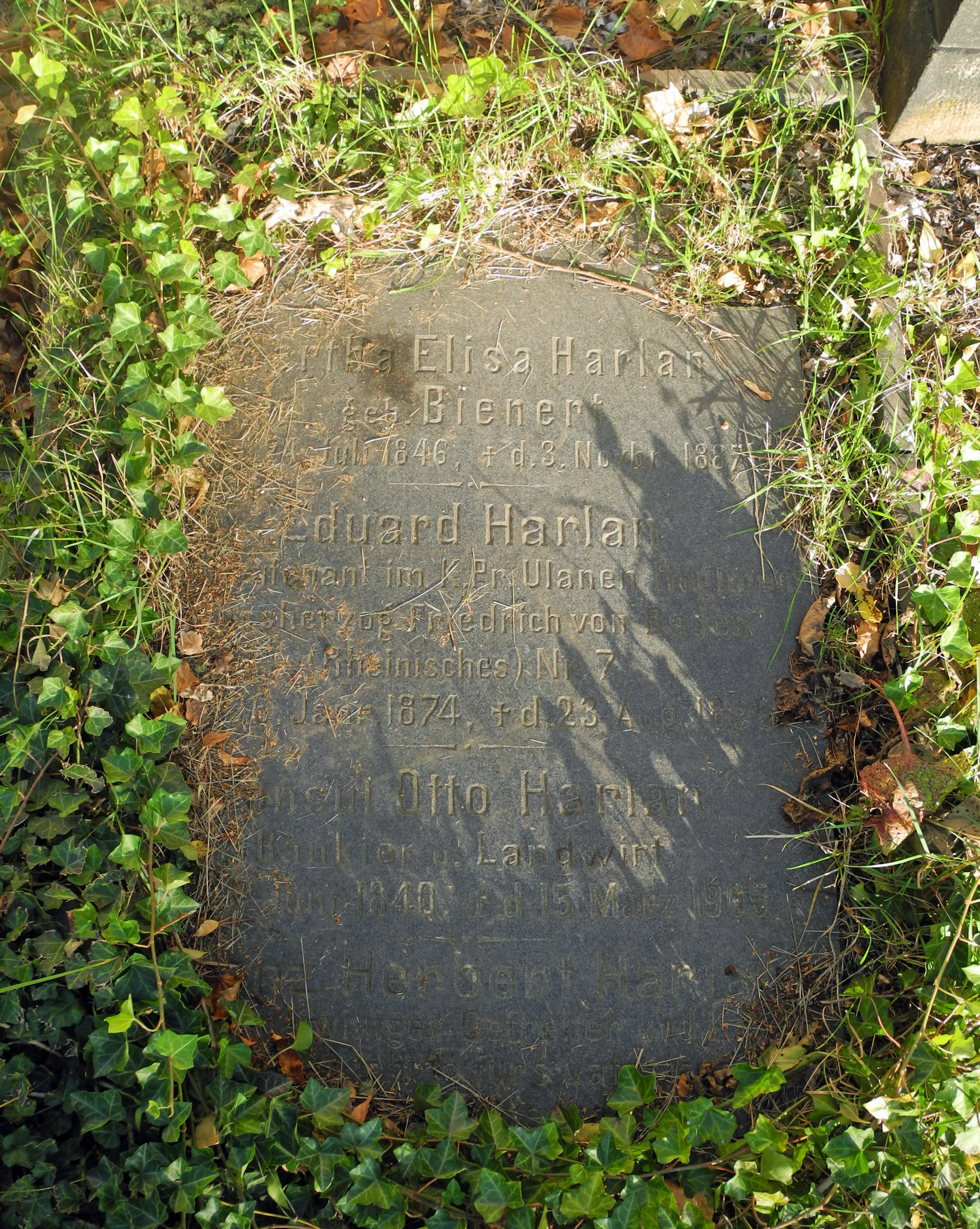
Grabstein Harlan-Bienert

Otto Harlan (* Juni 1840; † 15. März 1905) war ein deutscher Landwirt, Bankier und Konsul aus der Familie Harlan.
Harlan wurde 1868 Mitinhaber des Dresdner Bankhauses Heinrich Wilhelm Bassenge.
Harlan war mit Bertha Elisa Bienert, der Tochter des Großindustriellen Gottlieb Traugott Bienert, verheiratet. Das Paar hatte acht Kinder, darunter der Schriftsteller und Dramaturg Walter Harlan (Vater des Regisseurs Veit Harlan) sowie der Flugzeugingenieur und Unternehmer Wolfgang Harlan.
Der sächsische König ernannte ihn 1881 zum Konsul von Kolumbien. Anfang des 20. Jahrhunderts gehörte ihm das Mohrenhaus in Niederlößnitz sowie das Rittergut in Uhsmannsdorf (Oberlausitz).
Die Reste seiner Grabstätte befinden sich auf dem Alten Annenfriedhof in Dresden.